# Herzfeld
Herzfeld è un comune di 35 abitanti della Renania-Palatinato, in Germania.
Appartiene al circondario (Landkreis) dell'Eifelkreis Bitburg-Prüm (targa BIT) ed è parte della comunità amministrativa (Verbandsgemeinde) di Arzfeld.

## Geografia fisica

### Territorio
Si trova a 5 chilometri dal triangolo di confine Germania, Lussemburgo e Belgio. Quasi tre quarti del comune è terreno agricolo, circa il 20 per cento della copertura forestale.
Di economia prevalentemente agricola.